# Die Hel
Die Hel es una película del año 2008.

## Sinopsis
En un lugar llamado Die Hell (El infierno), en una carretera desolada en el corazón de Sudáfrica, un hombre atropella a otro que aparece de la nada. Después de meter el cuerpo en el maletero, el destino le llama. Descubre mensajes perturbadores que relacionan a los dos hombres en el móvil del muerto. Ahora tendrá que enfrentarse a su propio infierno.